# Lagrange (Landes)
Lagrange é uma comuna francesa na região administrativa da Nova Aquitânia, no departamento de Landes. Estende-se por uma área de 21,13 km². Em 2010 a comuna tinha 190 habitantes (densidade: 9 hab./km²).